# Han Kulker
Han Kulker (né le 15 août 1959 à Leidschendam) est un athlète néerlandais spécialiste du 1500 mètres.

## Biographie

### Palmarès
| Date | Compétition                    | Lieu         | Résultat | Épreuve | Performance   |
| ---- | ------------------------------ | ------------ | -------- | ------- | ------------- |
| 1986 | Championnats d'Europe en salle | Madrid       | 3e       | 1 500 m | 3 min 46 s 46 |
| 1986 | Championnats d'Europe          | Stuttgart    | 3e       | 1 500 m | 3 min 42 s 11 |
| 1987 | Championnats d'Europe en salle | Liévin       | 1er      | 1 500 m | 3 min 44 s 76 |
| 1987 | Championnats du monde en salle | Indianapolis | 3e       | 1 500 m | 3 min 39 s 51 |
| 1988 | Jeux olympiques                | Séoul        | 6e       | 1 500 m | 3 min 37 s 08 |
| 1989 | Championnats d'Europe en salle | La Haye      | 2e       | 1 500 m | 3 min 47 s 57 |
| 1990 | Championnats d'Europe          | Split        | 7e       | 1 500 m | 3 min 39 s 85 |
| 1991 | Championnats du monde en salle | Séville      | 5e       | 1 500 m | 3 min 45 s 93 |

### Records
| Épreuve      | Performance   | Lieu | Date             |
| ------------ | ------------- | ---- | ---------------- |
| 1 500 mètres | 3 min 36 s 08 | Rome | 4 septembre 1987 |